# Selenops ecuadorensis
Selenops ecuadorensis är en spindelart som beskrevs av Lucien Berland 1913. Selenops ecuadorensis ingår i släktet Selenops och familjen Selenopidae.
Artens utbredningsområde är Ecuador. Inga underarter finns listade i Catalogue of Life.